# 僧侣半岛

僧侣半岛在赫尔辛基的位置

僧侣半岛（芬蘭語：Munkkiniemi），又据芬兰语名音译为蒙基涅米，是芬兰首都赫尔辛基的第30号市区，位于赫尔辛基的西部。市区面积为4.66平方公里，人口数量为17,948人（2019年）。
僧侣半岛的土地在17世纪时是僧侣半岛庄园的一部分。在1910年代，芬兰著名建筑师埃列爾·薩里寧曾设计了名为“僧侣半岛-哈加规划”的城市规划计划，把赫尔辛基西部开拓为几万居民的新住宅区。但新住宅区的建设速度缓慢，直至1930年代起才有规模性的建设。从1920至1946年间，僧侣半岛是霍帕拉赫蒂市镇的一部分。1946年包括僧侣半岛在内的霍帕拉赫蒂市镇合并至赫尔辛基。
僧侣半岛是赫尔辛基比较富裕的市区之一。芬兰瑞典族的比率相对较高，占居民数量的12%。居民主要为高层管理人士和专业人士。市区被视为安全且服务周到的地区。

## 图集

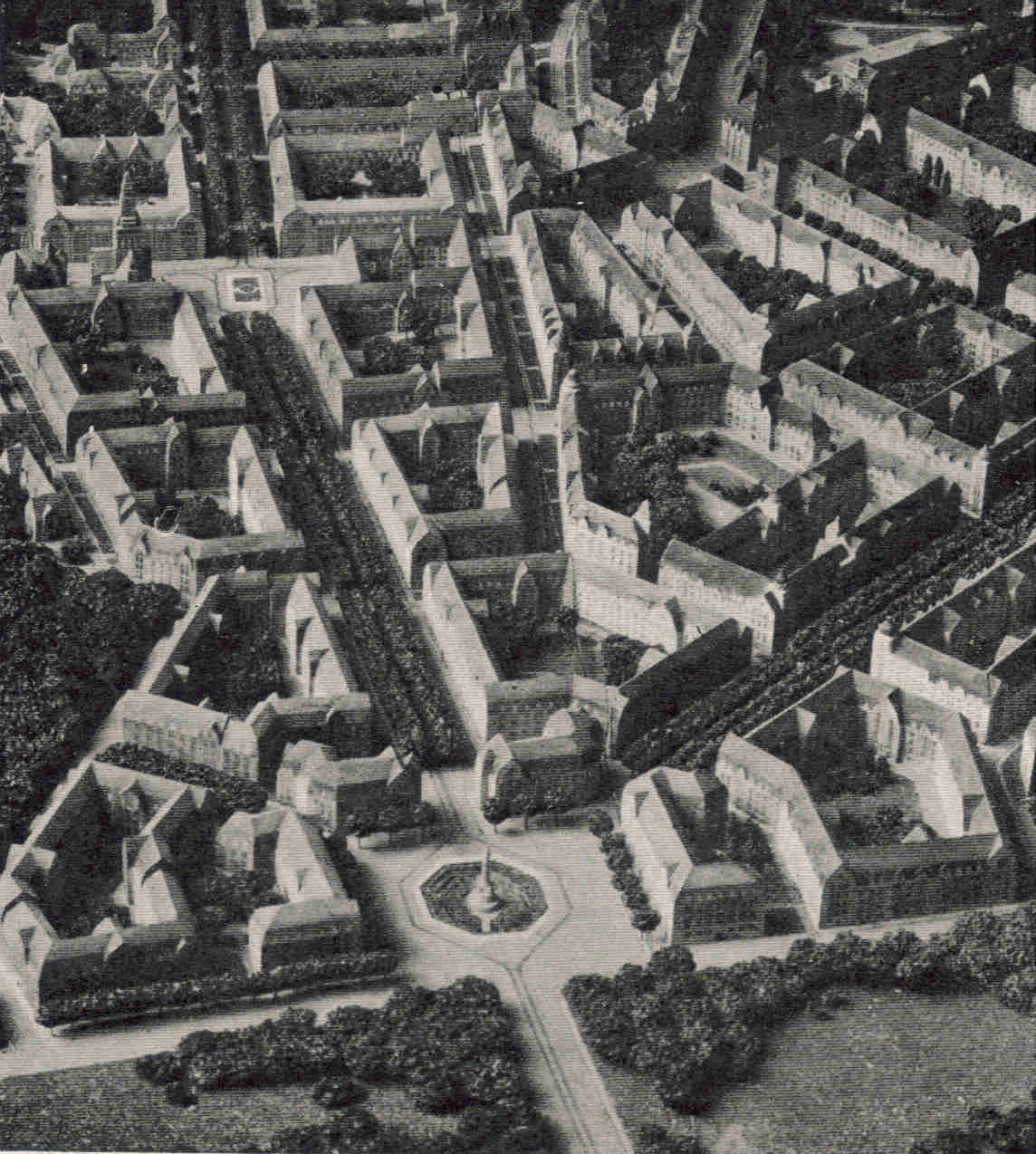
埃列爾·薩里寧设计的僧侣半岛-哈加规划（模型的照片）
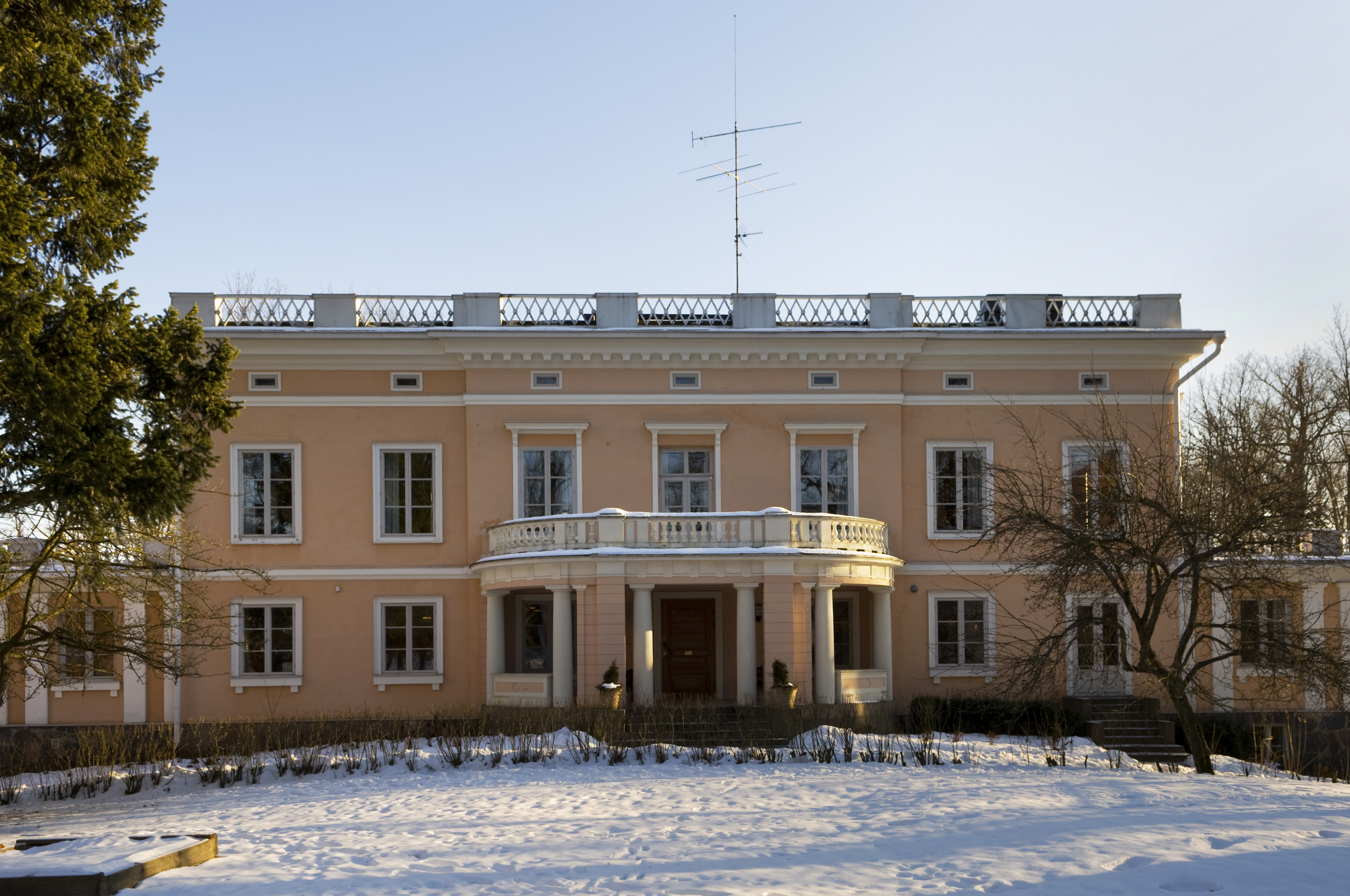
僧侣半岛庄园
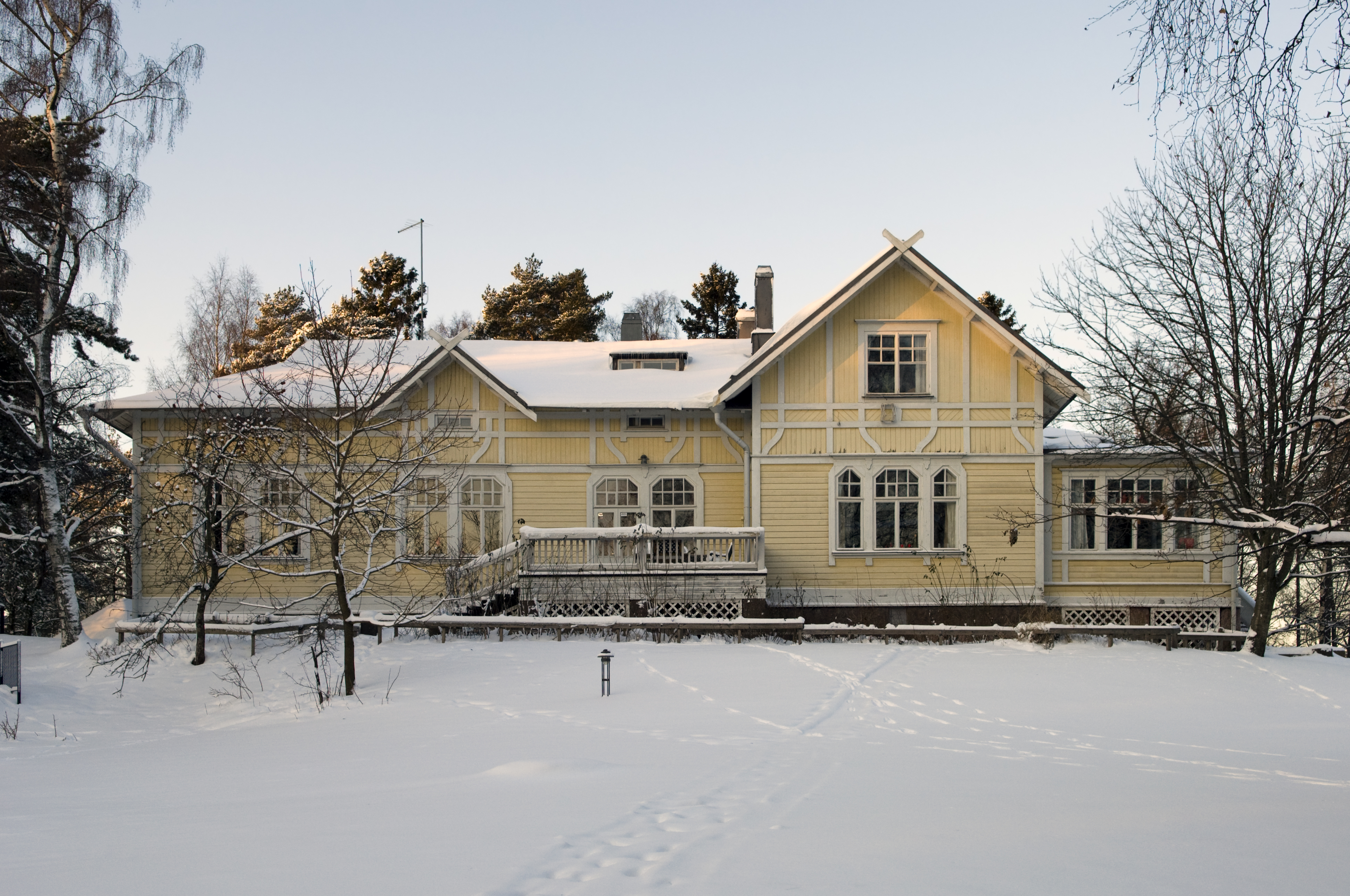
别墅
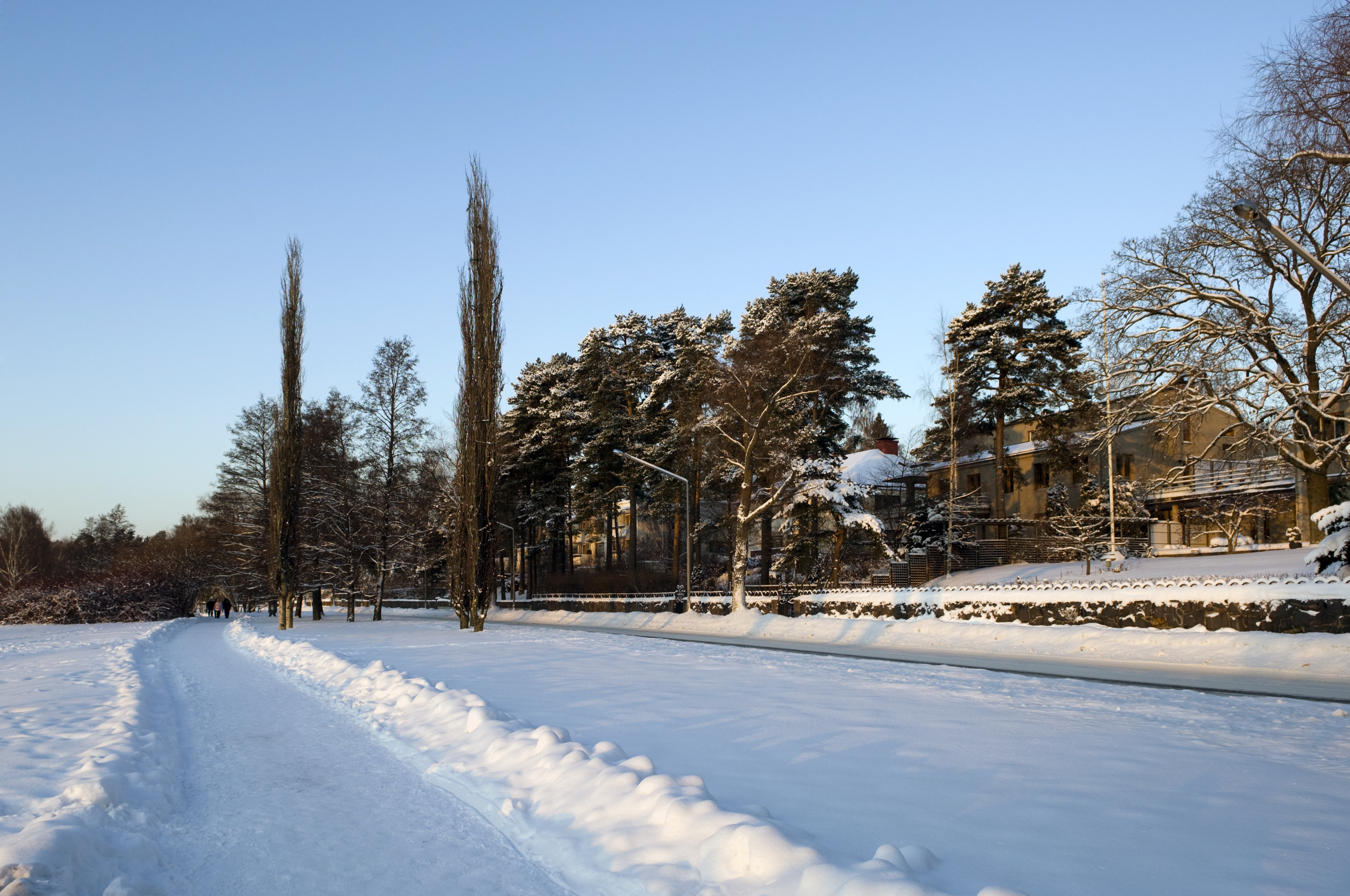
海边的房屋
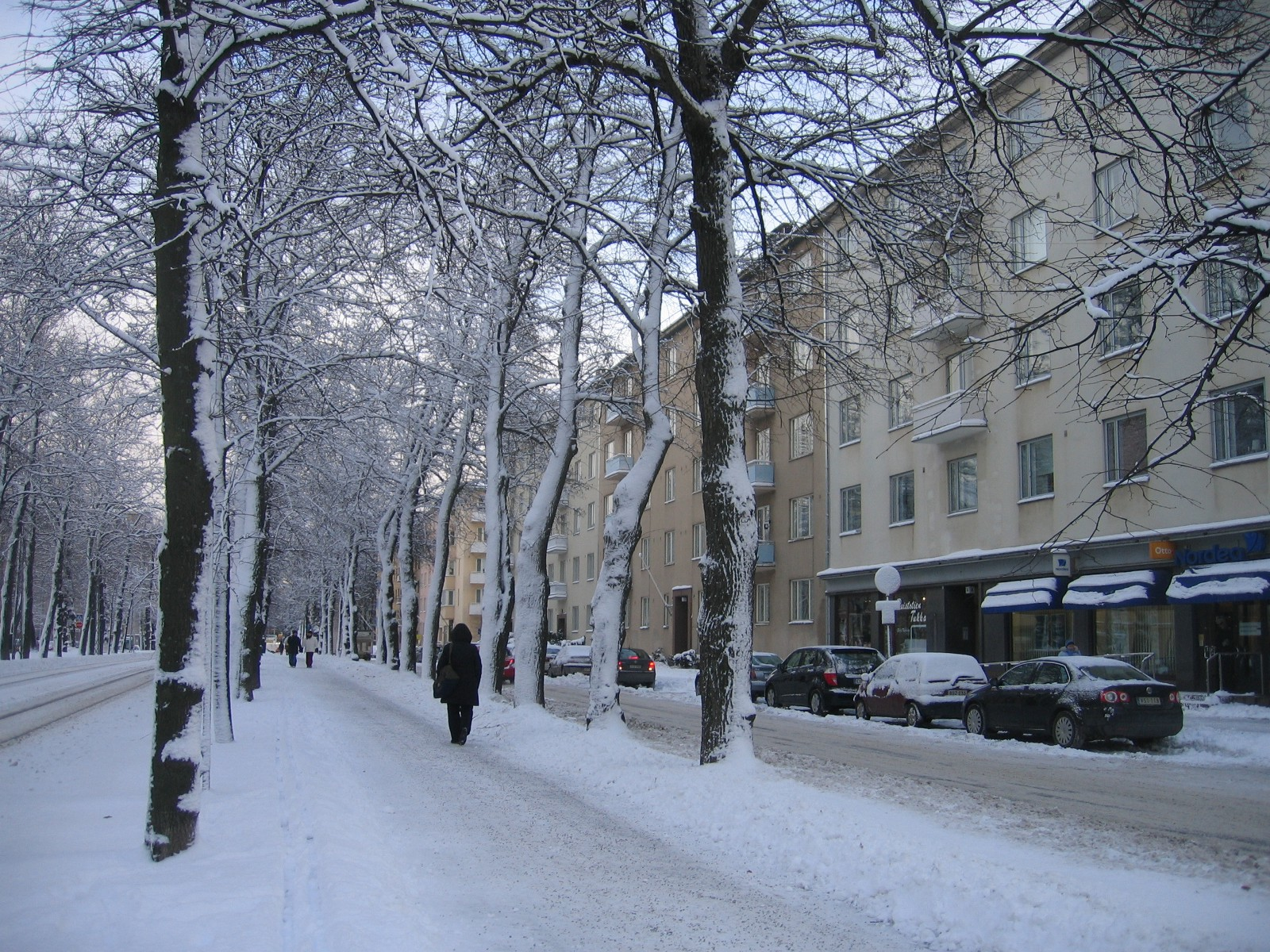
林荫大道旁建于1930年代的功能主义风格的公寓楼